# أصيل نادر
أصيل نادر (بالتركية: Asil Nadir)‏ (ولد في 1 مايو 1941)، رجل أعمال من قبرص التركية ويحمل الجنسية البريطانية تسبب في أزمة اقتصادية طاحنة بسبب مجموعة شركاته ومضارباته في المملكة المتحدة في مطلع التسعينات، وهرب منها إلى مسقط رأسه قبل أن يقرر في نهاية عام 2010 العودة إلى بريطانيا والمثول أمام القضاء البريطاني في خطوة حيرت المراقبين الاقتصاديين.

## نشاته
ولد لأب تركي قبرصي هو الملازم (عرفان) وكان ضمن الشرطة البريطانية التي كانت في جزيرة قبرص أثناء الاحتلال البريطاني وبدأ أصيل ببيع الجرائد وهو في السادسة من العمر قبل أن يتوسع والده بعد تقاعده في نشاط بيع الملابس.

## بولي بيك
بعد انتقاله إلى بريطانيا أسس اصيل الشاب مجموعة شركات بولي بيك التي أصبحت بنجاحاتها المستمرة منذ الخمسينات وحتى التسعينات عملاقاً اقتصادياً متفرع الأذرع وبلغ عدد المساهمين بها أكثر من 24000 مساهم وأصبح أصيل على قمة هرم أثرياء بريطانيا مع عدد آخر من الرجال ذوو الأصول الشرق أوسطية منهم عدنان خاشقجي وغيره.

## الأزمة
بدون مقدمات واضحة انهارت شركته مثقلة بالديون وهرب أصيل إلى موطنه الأصلي وتردد بأنه أخرج معه أكثر من 200 مليون جنيه استرليني في ذلك الحين وقد كان هروبه أحد السباب الرئيسية التي أدت فيما بعد لانهيار حكومة حزب المحافظين البريطانية برئاسة المرأة القوية مارغريت ثاتشر.
وكما هرب فجأة قرر أصيل فجاة العودة إلى بريطانيا ووافق أن يمثل أمام القضاء البريطاني في عام 2010 م بعد أن بلغ السبعين من العمر.